# Parafodina
Parafodina là một chi bướm đêm thuộc họ Erebidae.